# Momordica denticulata
Momordica denticulata är en gurkväxtart som beskrevs av Friedrich Anton Wilhelm Miquel. Momordica denticulata ingår i släktet Momordica och familjen gurkväxter. Inga underarter finns listade i Catalogue of Life.